# Zoe (císařovna)
Zoe (okolo 978 – červen 1050 v Konstantinopoli) byla dcerou císaře Konstantina VIII. a byzantskou císařovnou od 21. dubna do 12. června 1042 (společně se svojí sestrou Theodorou).

## Mládí
Zoe byla druhorozenou dcerou Konstantina VIII. a jeho ženy Heleny. Měla starší sestru Eudokii a mladší Theodoru.
V roce 1001 dorazilo do Konstantinopole poselstvo západního císaře Oty III. a žádalo pro císaře byzantskou princeznu za manželku. Ota, který sám byl synem západního císaře a východní princezny, chtěl vytvořit univerzální říši s hlavním městem Římem, v jejímž čele by stáli společně císař a papež. Aby k sobě více připoutal Svatou říši římskou a byzantskou říši, chtěl se oženit s dcerou byzantského císaře. Basileios II. se rozhodl poslat do Itálie svoji neteř Zoe. Avšak když ta tam v roce 1002 přišla, obdržela zprávu, že Ota III. krátce předtím zemřel. Zoe se proto vrátila na východ a následující léta strávila v ženských komnatách císařského paláce.

## Manželka císařů
9. listopadu 1028 ji povolal její těžce nemocný otec Konstantin VIII., jenž neměl syna a potřeboval nástupce. Protože její starší sestra Eudokie byla jeptiškou, bylo rozhodnuto, že by se tehdy již padesátiletá Zoe měla stát příští císařovnou a její manžel budoucím císařem. Konstantinovi dvořané nejprve navrhovali magnáta Konstantina Dalassena, což bylo ale konstantinopolskou úřednickou šlechtou zamítnuto. Volba nakonec padla na Romana Argyra, třebaže on sám si údajně myslel na Zoinu mladší sestru Theodoru. Roman a jeho stávající manželka byli přivedeni ke Kostantinově lůžku a rozvedeni. Den na to se Roman oženil se Zoe a byl jmenován spolucísařem. 11. listopadu 1028 Konstantin zemřel a Zoe společně s Romanem se stali vládci říše. Nový císař však Zoe vyloučil ze správy státních záležitostí, což ji přirozeně postavilo proti němu.
V roce 1033 se seznámila s Michaelem, bratrem eunucha a vysokého státního úředníka Ioanna Orfanotrofa. Brzy na to se Michael stal jejím milencem, přičemž o tom zřejmě věděl i její manžel Roman. Zoe se ostatně nijak netajila s tím, že by chtěla z Michaela učinit nového císaře. Roman proto nechal Michaela přísahat na četné relikvie, že proti němu neosnuje spiknutí. Zda to odpovídalo skutečnosti nebo ne, je nejisté. Skutečností je, že Roman 11. dubna 1034 zemřel a jestli se jednalo o vraždu nebo přirozenou smrt zůstává dodnes záhadou. Každopádně Zoe se již následující den provdala za Michaela a prohlásila ho svým spolucísařem. O několik měsíců později byla ale z podnětu mocného Orfanotrofa izolována v císařském paláci, takže i nyní zůstala zcela odstavena od vlády. Jejím jediným politickým činem v této době byla adopce Michaela Kalafata, synovce jejího manžela.

## Spoluvláda s Theodorou
Když Michael IV. 10. prosince 1041 zemřel, přemluvil Orfanotrofos a jeho bratr Konstantin Zoe, aby Kalafata povýšila na svého spolucísaře, přičemž jí slibovali, že bude vládnout sama a Michael se stane její loutkou. Ovšem realita byla nakonec přesně opačná. 18. dubna 1042 byla Zoe zatčena a odsouzena, protože se prý měla pokusit zavraždit císaře (což ale nebyla pravda). Za trest byla Zoe vyhnána na ostrov Proti v Marmarském moři. To ale vyvolalo v Konstantinopoli vzpouru. Kalafatův strýc Konstantin proto nařídil přivést císařovnu zpět do císařského paláce. Následně se Kalafates a Zoe objevili společně před lidem, ten však požadoval Kalafatovo odstoupení. Na místě Zoina spoluvládce si lidé přáli vidět její sestru Theodoru. Ta byla zatím přivedena do města a proti své vůli prohlášena za císařovnu. Kalafates a Konstantin byli sesazeni a oslepeni. Zoe byla nyní donucena uznat Theodoru za svoji spolucísařovnu a pozvat ji do císařského paláce.

## Třetí manželství
Společná vláda Zoe a Theodory byla podle některých pramenů naprostou katastrofou, poněvadž sestry měly zcela odlišné politické názory, což komplikovalo řízení státu. Senát proto volal po novém císaři, což mohlo být uskutečněno jedině svatbou některé z císařoven. Protože Theodora se vdát odmítla, musela Zoe vstoupit do svého již třetího manželství. Zoe opět navrhla Konstantina Dalassena, který se měl stát jejím manželem již v roce 1028. Ten se však nezdál být z této nabídky příliš nadšený. Dalším kandidátem byl Konstantin Artoklines, který prý měl mít za Romanova života se Zoe milostný poměr. Několik dní před svatbou ale Konstantin za záhadných okolností zemřel. Údajně byl otráven svojí dosavadní manželkou. Nyní se Zoe rozhodla pro Konstantina Monomacha, za kterého se nakonec 11. června 1042 provdala. Den poté byl Konstantin korunován císařem a nadále vládl zcela sám.
Zoe zemřela v roce 1050.